# 陳舜仁
陳舜仁（1552年—？），字淳甫，號訒所，應天府上元縣民籍直隸蘇州府吳縣人，明朝政治人物。

## 生平
萬曆七年（1579年）己卯科應天府鄉試第八十八名，萬曆十一年（1583年）癸未科會試第十九名，登三甲第一百八十四名進士。工部觀政，本年授浙江江山县知县，丁憂，十五年復除江西泰和知县，二十一年养病。官至大理寺右评事。

## 家族
曾祖陳頂；祖父陳鏊；父陳維瀚。母殷氏；繼母奚氏。具庆下。弟舜義、舜禮。